# Provincia di Osmaniye
La provincia di Osmaniye (in turco Osmaniye ili) è una provincia della Turchia.

## Geografia antropica

### Suddivisioni amministrative

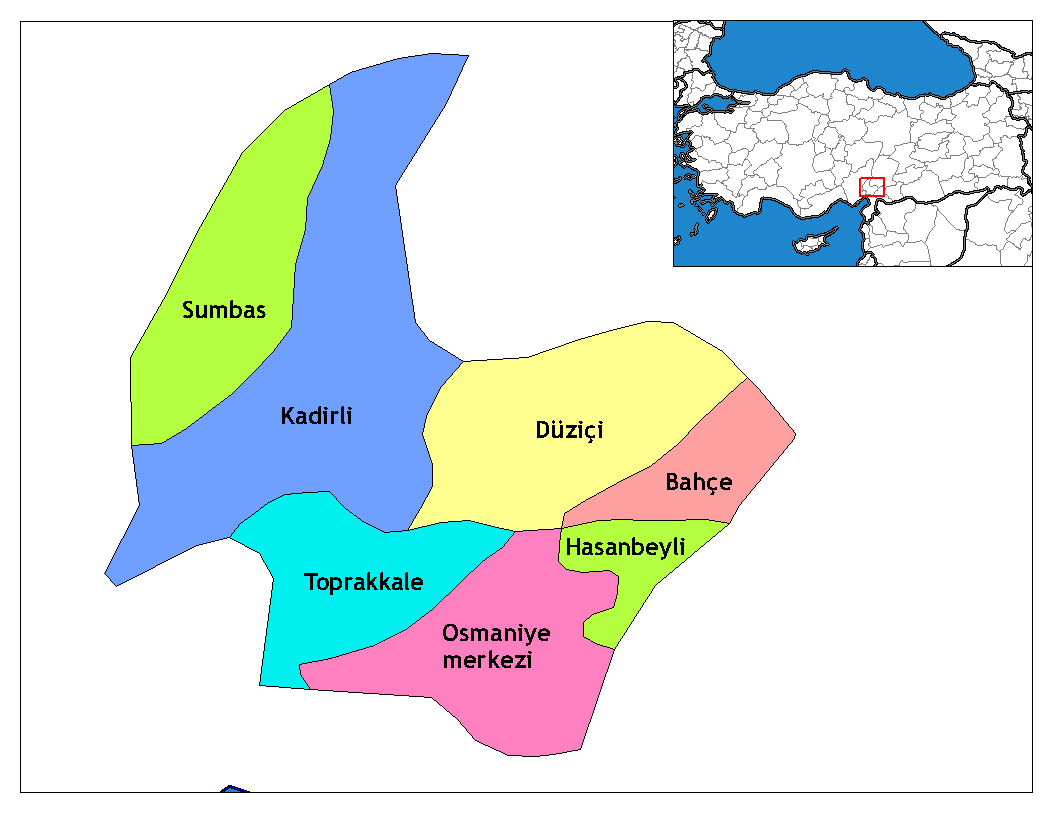
Distretti della provincia di Osmaniye

La provincia è divisa in 7 distretti:
| - Osmaniye (centro) - Bahçe - Düziçi - Hasanbeyli | - Kadirli - Sumbas - Toprakkale |

Fanno parte della provincia 16 comuni e 160 villaggi.